# United Buddy Bears

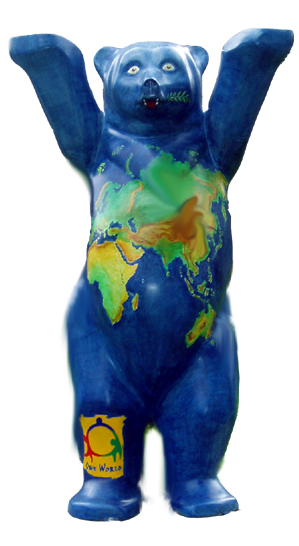
Ourson du monde entier.

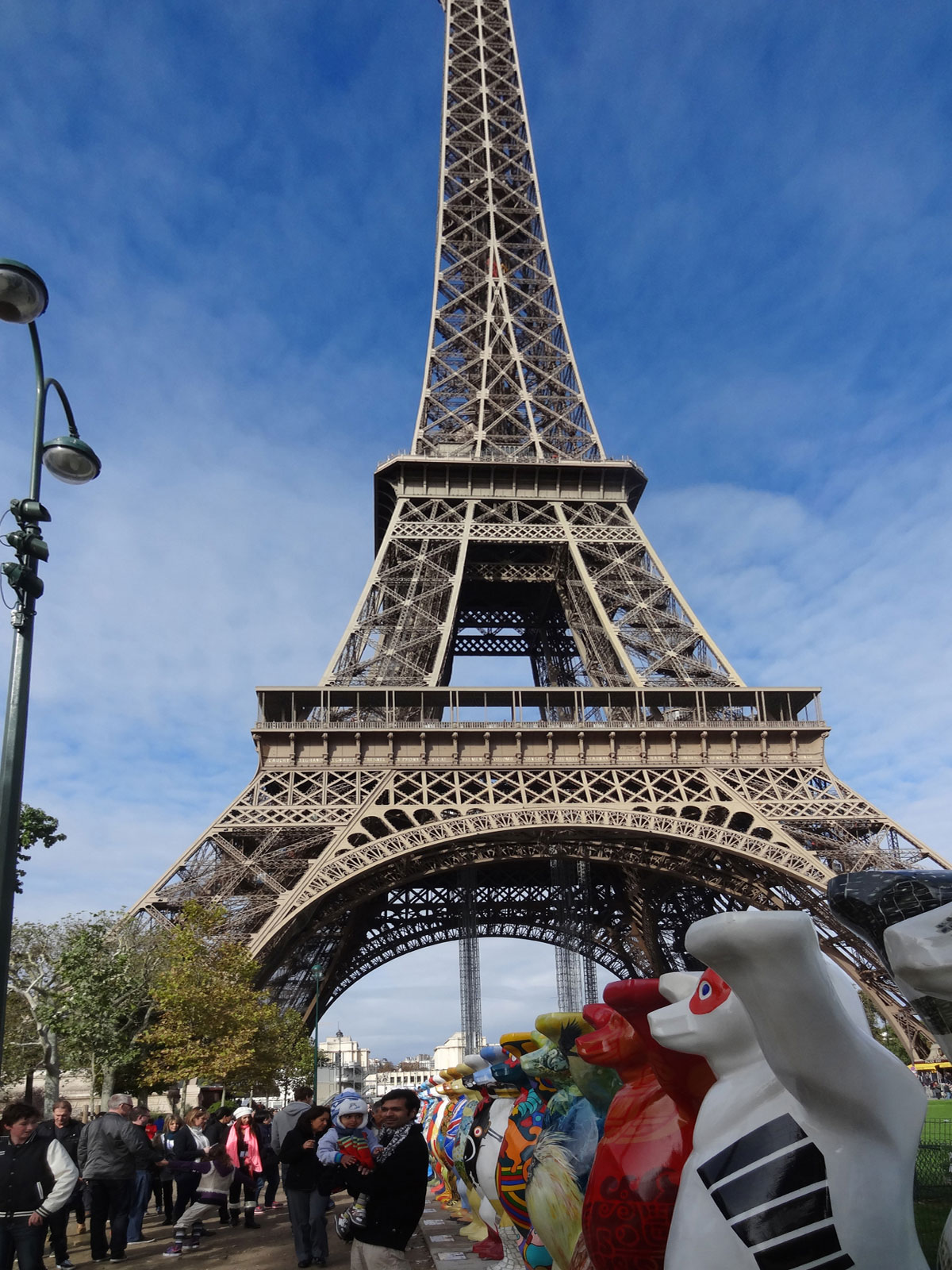
Devant la tour Eiffel à Paris, en 2012.

Buddy Bear (de l'anglais buddy, copain, et Bear, ours) est une sculpture d'ours grandeur nature en plastique renforcé de fibre de verre résistant aux intempéries peinte individuellement.
Le Buddy Bear adapte une idée qui a fait ses preuves dans d'autres grandes villes depuis la fin des années 1990 (voir les parades d'animaux) à l'origine initiée par la zurichoise Vach'Art en 1998.
Le projet United Buddy Bears a commencé en 2002 et était une idée plus ambitieuse après le succès du Buddy Bear Berlin Show en 2001 et les Street Bears.
Berlin est une ville multiculturelle, et les ours sont un élément de la culture d'accueil pour les gens du monde entier. Selon les initiateurs, la popularité des ours devrait servir à donner aux gens du monde entier réflexion et impulsions pour une meilleure compréhension les uns des autres ; compréhension pour les différentes conditions de vie dans d'autres pays et la confrontation avec des cultures différentes comme fondement pour une coexistence pacifique. C'est sur cette base que l'idée des United Buddy Bears a été développée sous la devise : « Nous devons apprendre à mieux nous connaître, ainsi nous pourrons mieux nous comprendre, nous faire plus confiance et mieux vivre ensemble ! »[réf. nécessaire].

## Histoire
Le Buddy Bear a été développé en 2001 par Klaus et Eva Herlitz en collaboration avec l'artiste et sculpteur autrichien Roman Strobl. Quatre modèles différents d'ours ont été conçus : un ami debout sur les quatre pattes, un danseur debout sur ses pattes arrière, et un acrobate se tenant sur sa tête.
En 2001, environ 350 ours ont été peints à Berlin et placés dans toute la ville. Comme ce symbole a été bien accueilli par les Berlinois et les touristes, le Sénat de Berlin a prolongé l'action à plusieurs reprises et elle se déroule sans limite dans le temps depuis les années 2010. Au total, près de 2 400 ours ont été produits (mai 2024), 2 000 sont situés en dehors de Berlin et de Brandebourg.

## Description et lieux
Les ours droits de deux mètres de haut, pesant environ 50 kilos, sont peints par des artistes de partout dans le monde. Un studio à Berlin est utilisé à cet effet ; ensuite, les ours sont montés sur un socle en béton à l'extérieur.
Devant de nombreuses ambassades et consulats généraux allemands (comme à Washington, Brasília, Tokyo, Dhaka, Saint-Pétersbourg, Taipei, Paris, New Delhi), les Buddy Bears font la promotion d'une Allemagne tolérante, libre et démocratique. En 2016, le ministère fédéral des Affaires étrangères a décidé que les Buddy Bears devaient être progressivement installés devant toutes les missions étrangères de la République fédérale d'Allemagne ; la conception étant confiée à des artistes du pays concerné.

## Objectif caritatif
Selon les initiateurs, l'objectif des campagnes Buddy Bear est de soutenir les organisations d'aide aux enfants par le biais de ventes aux enchères et d'autres activités autour des Buddy Bears. Dès le début, des entreprises, des clubs sportifs et des célébrités se sont engagés dans le projet, notamment les services de nettoyage de la ville de Berlin et les sociétés de transport public
Les activités des Buddy Bears ont contribué à aider des enfants dans le besoin. Les dons et les ventes aux enchères des Buddy Bears ont jusqu'à présent permis de collecter plus de 2,5 millions d'euros en faveur de l'UNICEF et diverses organisations locales d'aide à l'enfance en Suisse et à l'étranger.
Afin de pouvoir aider les enfants rapidement, dans des cas individuels, de manière ciblée et moins bureaucratique, Eva Herlitz et plusieurs artistes internationaux ont fondé en 2004 l'association Buddy Bear Help e. V..

## Expositions
Les « United Buddy Bears » ont été exposés dans plus de 30 villes sur les cinq continents.
Différentes expositions des « United Buddy Bears » :
| Année                          | Image | Pays          | Ville, lieu d'exposition                                     | Parrainage, cérémonie d'ouverture |
| ------------------------------ | ----- | ------------- | ------------------------------------------------------------ | --- |
| 2002 Juin - novembre           |       | Allemagne     | Berlin, à côté de la Porte de Brandebourg, Pariser Platz     | Joschka Fischer, Office des Affaires étrangères (Allemagne) Klaus Wowereit, Bourgmestre-gouverneur de Berlin.                                                                                            |
| 2003 Juillet - novembre        |       | Allemagne     | Berlin, à côté de la Porte de Brandebourg, Pariser Platz     | Sir Peter Ustinov, Artiste et Ambassadeur de l'Unicef. |
| 2004 Janvier - février         |       | Autriche      | Kitzbühel                                                    | Benita Ferrero-Waldner, Ministère fédéral des Affaires étrangères (Autriche) Horst Wendling, Maire de Kitzbühel.                                                                                         |
| 2004 Mai - juin                |       | Hong Kong     | Hong Kong,, Victoria Park                                    | Jackie Chan, Artiste et Ambassadeur de l'Unicef Patrick Ho, Secrétaire à l'Intérieur de Hong Kong. |
| 2004 / 2005 Décembre - janvier |       | Turquie       | Istanbul, Tepebaþý Pera Square, Beyoğlu                      | Ahmet Misbah Demircan, Maire de Beyoğlu Rainer Möckelmann, Consul général d'Allemagne de Istanbul. |
| 2005 Avril - mai               |       | Japon         | Tokyo, Roppongi Hills                                        | Jun'ichirō Koizumi, Premier ministre du Japon Horst Köhler, Président fédéral (Allemagne). |
| 2005 Octobre - novembre        |       | Corée du Sud  | Séoul, Parc olympique de Séoul                               | Ban Ki-moon, Ministère des Affaires étrangères (Corée du Sud) |
| 2006 Mars - avril              |       | Australie     | Sydney, Opéra de Sydney – Circular Quay                      | John Howard, Premier ministre d'Australie Ken Done, Artiste et Ambassadeurs nationaux de l'UNICEF |
| 2006 Juin - juillet            |       | Allemagne     | Berlin, Bebelplatz                                           | Heidemarie Wieczorek-Zeul, Ministère fédéral de la Coopération économique et du Développement Karin Schubert, Maire de Berlín Mia Farrow, Artiste et Ambassadeur de l'Unicef.                            |
| 2006 Septembre - octobre       |       | Autriche      | Vienne , Karlsplatz                                          | Grete Laska, Commissaire de Marie de Viena Karin Schubert, Maire de Berlin Christiane Hörbiger, Actrice et Ambassadeurs nationaux de l'UNICEF.                                                           |
| 2007 Avril - mai               |       | Égypte        | Le Caire, Île de Gezira Zamalek                              | Suzanne Moubarak, Première dame d'Égypte Hans-Dietrich Genscher, Office des Affaires étrangères (Allemagne) 1974 - 1992 Abdel Azim Wazir, Gouverneur du Caire,                                           |
| 2007 Août - septembre          |       | Israël        | Jérusalem, Safra Square                                      | Tzipi Livni, Ministère des Affaires étrangères (Israël) Yigal Amedi, Maire de Jérusalem Iris Berben, Actrice allemande et un Champion de Women's World Award 2004,                                       |
| 2008 Mai - juin                |       | Pologne       | Varsovie, Place du château                                   | Hanna Gronkiewicz-Waltz, Maire de Varsovie Klaus Wowereit, Bourgmestre-gouverneur de Berlin Anne Hidalgo, Commissaire de Marie de Paris                                                                  |
| 2008 Juillet - août            |       | Allemagne     | Stuttgart , Schlossplatz                                     | Wolfgang Schuster, Lord Mayor de Stuttgart. |
| 2008 octobre                   |       | Corée du Nord | Pyongyang , Moran Hill, À proximité La statue de Kim Il-sung | Mun Jae Chol, Ministère des Affaires étrangères de Corée du Nord Thomas Schäfer, Ambassadeur allemande de Corea du Nord                                                                                  |
| 2009 Mars - avril              |       | Argentine     | Buenos Aires, Plaza General San Martín                       | Mauricio Macri, Jefe de Gobierno de la Ciudad de Buenos Aires Hernán Lombardi, Ministro de Cultura. |
| 2009 Mai - juin                |       | Uruguay       | Montevideo,, Plaza Independencia,                            | Tabaré Vázquez, Président de Uruguay Ricardo Ehrlich, Intendente municipal de Montevideo Bernhard Graf von Waldersee, Ambassadeur allemande de Uruguay.                                                  |
| 2009 / 2010 Novembre - avril   |       | Allemagne     | Berlin, Gare centrale, Indoor                                | Ursula von der Leyen, Ministère fédéral de la Famille Dennenesch Zoudé, Actrice allemande et Ambassadeur spécial de United Buddy Bears.                                                                  |
| 2010 Mai - juillet             |       | Kazakhstan    | Astana, Junto a la Torre de Bayterek                         | Imangali Tasmagambetov, Akim de Astana Rainer Schlageter, Ambassadeur allemande de Kazakhstan. |
| 2010 Septembre - octobre       |       | Finlande      | Helsinki , Place du Sénat                                    | Jussi Pajunen, Alcalde de Helsinki Peter Scholz, Ambassadeur allemande de Finland. |
| 2011 Avril - mai               |       | Bulgarie      | Sofia , Cathédrale Sainte-Nédélia                            | Jordanka Fandakova, Alcalde de Sofia Klaus Wowereit, Bourgmestre-gouverneur de Berlin Matthias Martin Höpfner, Ambassadeur allemande de Bulgaria.                                                        |
| 2011 Juin - octobre            |       | Allemagne     | Berlin, Kurfürstendamm                                       | Klaus Wowereit, Bourgmestre-gouverneur de Berlin Monika Thiemen, Maire de Charlottenburg-Wilmersdorf. |
| 2011 - 2012 Décembre - février |       | Malaisie      | Kuala Lumpur , Pavilion KL, Bukit Bintang                    | Sultan Sharafuddin Idris Shah, Sultán de Selangor Ahmad Fuad Ismail, Maire de Kuala Lumpur. |
| 2012 Mars - mai                |       | Inde          | New Delhi, Connaught Place                                   | Sheila Dikshit, Ministre en chef de Delhi Klaus Wowereit, Bourgmestre-gouverneur de Berlin,. |
| 2012 Juin - août               |       | Russie        | Saint-Pétersbourg , Alexander Garden - Place du Palais       | Joachim Gauck, Presidente de Alemania Inauguración por: Dmitry Mesphiev, Ministro de Cultura Ulrich Brandenburg, Ambassadeur allemand en Russie,.                                                        |
| 2012 Octobre - novembre        |       | France        | Paris ,, Tour Eiffel - Champ de Mars                         | Guido Westerwelle, Office des Affaires étrangères (Allemagne) Bertrand Delanoë, Maire de Paris Pierre Schapira, Député européen.                                                                         |
| 2014 Mai - juillet             |       | Brésil        | Rio de Janeiro , Copacabana - Leme                           | Eduardo Paes, Maire de Río de Janeiro Jürgen Trittin, ex Ministro de Alemania Harald Klein, Consul général d'Allemagne de Rio de Janeiro,.                                                               |
| 2015 Janvier - mars            |       | Cuba          | La Havane ,, Plaza San Francisco de Asís                     | Eusebio Leal, Historiador de la ciudad de La Habana Peter Scholz, Ambassadeur allemande de Cuba Eva et Klaus Herlitz, Initiateurs de l'exposition,.                                                      |
| 2015 Avril - juin              |       | Chili         | Santiago, Vitacura, Parque Bicentenario.                     | Heraldo Muñoz Valenzuela, Ministro de Relaciones Exteriores de Chile Edgardo Riveros Marín, Ministère des Affaires étrangères Hans Henning Blomeyer-Bartenstein, Ambassadeur allemande de Chile,.        |
| 2016 Août - octobre            |       | Malaisie      | Penang, George Town                                          | Lim Guan Eng, Chef de l'exécutif de Penang |
| 2017 - 2018 Décembre - janvier |       | Allemagne     | Berlin, Walter-Benjamin-Platz                                | Marianne von Weizsäcker Sawsan Chebli Reinhard Naumann |
| 2018 Juillet - août            |       | Lettonie      | Riga                                                         | Nils Ušakovs, Lord Mayor de Riga Dace Melbārde, Ministre de la Culture Rolf Schütte, Ambassadeur allemande de Lettonie                                                                                   |
| 2019 Avril – mai               |       | Guatemala     | Antigua Guatemala / Parque Central                           | Sandra Jovel, Ministère des Affaires étrangères (Guatemala) Susana Asencio Lueg, Maire de Antigua Harald Klein, Ambassadeur allemande de Guatemala                                                       |
| 2020 - 2023                    |       | Allemagne     | Berlin, Parc zoologique de Berlin-Friedrichsfelde            | Franziska Giffey, Ministre fédérale de la Famille Michael Müller, Bourgmestre-gouverneur de Berlin Andreas Knieriem, Directeur général de Parc zoologique de Berlin-Friedrichsfelde Eva et Klaus Herlitz |
| 2024 Mai - juillet             |       | Slovénie      | Ljubljana, Place de la République                            | Urška Klakočar Zupančič, Présidente de l'Assemblée slovène Klaus Herlitz |

Ces expositions ont généralement été inaugurées par des ambassadeurs de l’UNICEF (Peter Ustinov, Jackie Chan, Ken Done, Christiane Hörbiger, Mia Farrow) et par les maires des villes concernées.
Sous la devise « Apprenons à mieux nous connaître et alors, nous pourrons mieux nous comprendre, avoir davantage confiance les uns envers les autres et vivre ensemble », les initiateurs du projet, Klaus et Eva Herlitz veulent donner à réfléchir à la perspective d’une coexistence pacifique. C’est pourquoi ces 140 ours se tiennent symboliquement côte à côte et main dans la main. La plupart du temps, ils forment un cercle d’environ 180 m de circonférence surnommé the Art of tolerance par les organisateurs.
Les dons et ventes aux enchères organisées par United Buddy Bears ont permis de collecter  plus de 2,5 million de euros (chiffres actualisés fin 2023) pour UNICEF et diverses organisations locales d’aide à l’enfance.

### Particularités des différentes expositions
- Tokyo 2005 : L’exposition de Tokyo fut inaugurée par le Président allemand, Horst Köhler, et par le Premier ministre japonais, Junichiro Koizumi.
- Séoul 2005 : En Corée, l’ours est particulièrement symbolique, en tant que mère originelle du mythe de la création. C’est pourquoi le gouvernement nord-coréen s’est décidé à envoyer deux artistes à Berlin pour qu’ils créent un ours pour leur pays, qui n’était pas encore représenté dans la ronde des United Buddy Bears. Pour la première fois, Corée du Sud et Corée du Nord se retrouvèrent donc pacifiquement côte à côte et « main dans la main ».
- Jérusalem 2007 : Lors de l’exposition de Safra Square, au cœur de la ville de Jérusalem, la Palestine fut représentée pour la première fois, à égalité de droits avec les autres pays.
- Ban Ki-moon : Le secrétaire général des Nations unies, Ban Ki-Moon a déclaré en octobre 2007 au sujet des manifestations des United Buddy Bears qu'elles « révélaient l'extrême créativité des artistes de pays très différents» et « portaient ainsi un message d'harmonie et de paix dans le monde. »
- Pyongyang 2008 : Automne 2008, l'ambassade d'Allemagne en Corée du Nord expose les ours dans le centre-ville de Pyongyang. On les trouve au pied de la colline Moran, non loin de la statue de Kim Il-sung. Ce fut la première exposition artistique venue de l'étranger et la toute première en Corée du Nord à être ouverte à tous. L'Institut allemand des relations extérieures écrit à ce sujet le 20 octobre 2008 : « L'exposition de Pyongyang ne changera certainement pas le monde, mais elle changera beaucoup le monde en Corée du Nord ».
- Paris 2012 : Depuis 10 ans, les United Buddy Bears diffusent dans le monde entier un appel à la tolérance et à l'entente entre les peuples et les cultures. À l'occasion des 25 ans du jumelage entre Paris et Berlin et du 50e anniversaire du Traité de l'Élysée, 140 sculptures d'ours seront exposées sur le Champ-de-Mars du 12 octobre au 18 novembre 2012, sous le parrainage de Bertrand Delanoë, maire de Paris et de Xavier Darcos, directeur de l'Institut français.
- La Havane 2015 : À la mi-décembre de l’année 2014, Cuba et les États-Unis d’Amérique ont conjointement annoncé la normalisation de leurs relations diplomatiques après plus de 50 ans de rupture. Pour cette raison, United Buddy Bears fut envoyé à la Havane par le Ministère Allemand des Affaires Étrangères, pour la période allant de janvier jusqu’à mars 2015. Au cœur de l’ancienne ville; à la « Plaza San Francisco de Asis », l’exposition fut inaugurée par Eusebio Leal Spengler, historien et maire officieux de la capitale cubaine, par Peter Scholz, ambassadeur de la République Fédérale d’Allemagne à Cuba, ainsi que par Eva Herlitz et Klaus Herlitz, initiateurs de cet événement[62].

### Soutien à l’exposition des United Buddy Bears
Les expositions à but non lucratif des United Buddy Bears dépendent du soutien de nombreuses organisations gouvernementales (notamment le service d’assistance technique THW en Allemagne) ainsi que des prestations de matériel et de services de plusieurs entreprises. Le transporteur maritime Hamburg Süd transporte les objets exposés dans 8 conteneurs de 40 pieds sur les mers du monde. Le logisticien DB Schenker se charge régulièrement des transports terrestres et souvent du montage et du démontage des expositions.

### Les Minis

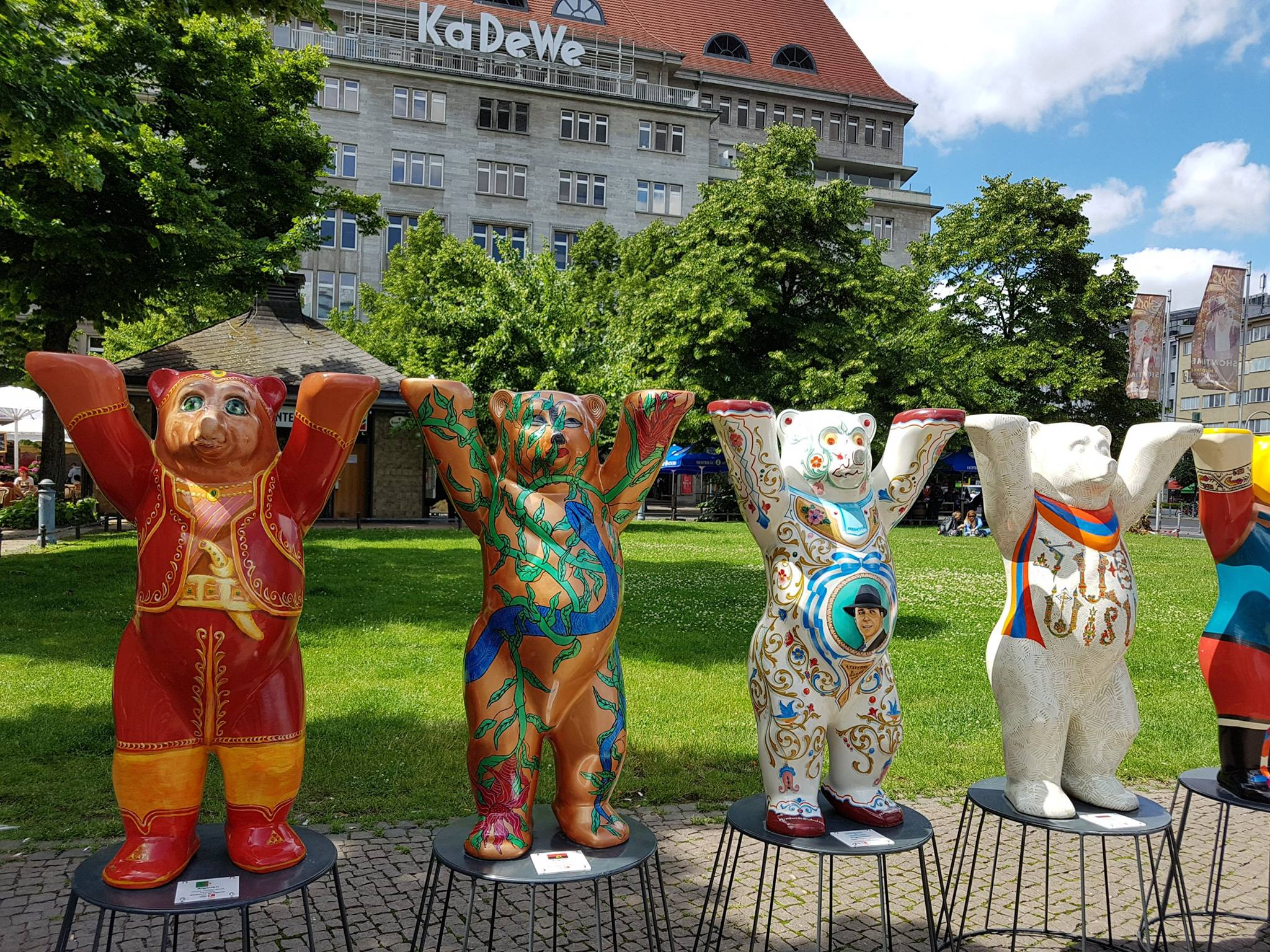
United Buddy Bears - The Minis
Berlin, Wittenbergplatz - 2017.

De nombreux artistes internationaux ont également décoré un petit United Buddy Bear (d'un mètre de hauteur) aux couleurs et motifs de leur pays d'origine. Cette ronde des United Buddy Bears est également présentée en divers endroits du globe, souvent en espace clos, dans des galeries ou de grands halls.
Les United Buddy Bears – The Minis étaient invités entre autres à Francfort-sur-le-Main, Bratislava, Borås, Iekaterinbourg, Calais et Kazan.

### Exposition spéciale
Un United Buddy Bear s'est déplacé à Paris en décembre 2009. Cet ours peint par l'artiste français Bruno di Martino a été exposé pendant 4 jours dans le foyer du Salon 2009 de la Société des Beaux-Arts du Louvre, dans le cadre d'une exposition patronnée par Nicolas Sarkozy, Président de la République française.

## Artistes du monde entier
Dans les premières années, les ours destinés à l’exposition « Art in the City » ont été décorés par des artistes régionaux ainsi que par des stars du show-business. Grâce au soutien de Lufthansa, d‘Air Berlin et de l’association berlinoise de l’hôtellerie, des artistes originaires des quatre coins du monde sont venus, en 2002, à Berlin pour participer au projet « United Buddy Bears ». Plus de 240 artistes venant de plus de 150 pays ont depuis collaboré au projet d’entente entre les peuples, parmi eux non seulement des artistes de renom comme Arik Brauer, Hernando León, Ibrahim Hazimeh, Anja Boje, Carlos Páez Vilaró, Bruno di Martino, Jim Avignon, Thierry Noir, Otmar Alt, mais également l’ambassadeur UNICEF d’Australie, Ken Done.